# ひめしま (掃海艇・2代)
ひめしま（ローマ字：JDS Himeshima, MSC-665）は、海上自衛隊の掃海艇。はつしま型掃海艇の17番艇。艇名は姫島に由来する。うきしま型掃海艇「ひめしま」に次いで日本の艦艇としては2代目。

## 艦歴
「ひめしま」は、昭和59年度計画掃海艇365号艇として、日立造船神奈川工場で1985年5月16日に起工され、1986年6月10日に進水、1986年12月16日に就役し、同日付で第2掃海隊群隷下に新編された第18掃海隊に「たかしま」とともに編入され、横須賀に配備された。
1994年12月12日、第18掃海隊が廃止となり、第1掃海隊群第19掃海隊に編入され、定係港が呉に転籍。
1997年3月19日、隊番号の改正により、第19掃海隊が第5掃海隊に改称。
2000年3月13日、掃海部隊の再編により掃海隊群が新編。掃海隊群第2掃海隊に編入され、定係港が佐世保に転籍。
2002年3月4日、舞鶴地方隊第44掃海隊に編入。
2004年11月26日、除籍。